# Yvonne Loriod
Yvonne Loriod (Houilles, 20 gennaio 1924 – Saint-Denis, 17 maggio 2010) è stata una pianista francese.

## Biografia
Iniziò a studiare pianoforte all'età di sei anni. Fin da bambina ebbe l'opportunità di dare concerti mensili nella casa della madrina e insegnante di pianoforte M.me Nelly Eminger-Sivade; in ciascuno di essi presentava un brano classico, uno romantico ed uno contemporaneo. Prima di compiere 14 anni il suo repertorio includeva tutti i concerti di Mozart, tutte le sonate di Beethoven, l'intero Clavicembalo ben temperato così come i consueti brani classici e romantici.
I suoi maestri furono Lazare Lévy, Marcel Ciampi, Simone Caussade, Joseph Calvet, César Estyle oltre a Olivier Messiaen e Darius Milhaud. Sotto la loro guida al suo già ragguardevole repertorio aggiunse l'opera pianistica di Claude Debussy e Maurice Ravel, oltre ai suoi contemporanei.
Messiaen vide in lei l'interprete la cui tecnica abbagliante e memoria fenomenale potevano interpretare la musica come egli la vedeva. Praticamente tutte le parti pianistiche dei suoi lavori orchestrali furono dedicate a lei.
Nel 1961 sposò Olivier Messiaen diventando la sua seconda moglie.
Per 25 anni insegnò pianoforte presso il Conservatoire de Paris, ricevendone il primo premio sette volte.
Insieme alla tecnica pianistica padroneggiò con lo studio armonia, contrappunto e fuga, composizione e orchestrazione, arrivando a leggere a prima vista le partiture del marito e a compilarne le parti vocali per il Saint François d'Assise.
Yvonne Loriod morì il 17 maggio 2010 all'età di 86 anni. La sorella Jeanne è stata una virtuosa di [onde Martenot] uno strumento ampiamente usato da [Olivier Messiaen] marito di Yvonne. Le due sorelle hanno partecipato a innumerevoli esecuzioni e anche registrazioni discografiche della Turangalila Sinfonie.

## Opere
Si deve a lei, a Heinz Holliger e George Benjamin il completamento del Concert à Quatre lasciato incompiuto dall'autore, e a lei l'edizione del Traité de rythme, de couleur et d'ornithologie, sette tomi e oltre quattromila pagine, su cui il marito aveva lavorato oltre quarant'anni.

## Discografia essenziale
Nel campo dell'incisione discografica, ha registrato numerose opere per piano solo e per piano e orchestra, da Mozart, Schumann (Novellettes), Chopin, Albeniz (Iberia), de Falla, Debussy (Études), Schönberg, Boulez. Il suo contributo più cospicuo è però l'integrale delle opere con pianoforte del marito.
Per dodici volte ha ricevuto il Grand Prix du Disque per le sue registrazioni. Di esse si segnala
- Olivier Messiaen: Vingt Regards sur l'Enfant-Jésus

Etichetta: Erato, 4509-91705-2
Incisione del 3 agosto 1993
- Olivier Messiaen: Turangalîla Symphonie

Etichetta: Deutsche Gramophon, 31781
Incisione dell'ottobre 1990
- Manuel de Falla: Le tricorne/Nuits Dans Les Jardins D'Espagne/Albeniz: Iberia

Etichetta: Ades #20250
Incisione del 1º settembre 1996